# 佐倉市立王子台小学校
佐倉市立王子台小学校（さくらしりつ おうじだいしょうがっこう）は、千葉県佐倉市王子台にある公立小学校。

## 概要
ベッドタウンとして王子台周辺が開発され、1984年4月に開校した。開校当時は、佐倉市立臼井小学校区から稲荷台1・2・3丁目が分離され、学級数22、児童数896名で開校。

## 沿革
この節の出典
- 1984年（昭和59年）4月 - 佐倉市臼井小学校区の内、王子台5・6丁目、イトーピア団地、南臼井台、稲荷台1・2・3丁目が臼井小学校から分離し、学級数22・児童数896名で開校。校章・校旗制定。プール竣工。
- 1985年（昭和60年）3月 - 体育館竣工。
- 1986年（昭和61年）
  - 2月 - 校歌制定。
  - 12月 - 校舎増築竣工（3教室・管理棟東側）。
- 1992年（平成4年）12月 - 飼育小屋竣工。
- 2001年（平成13年）3月 - 校庭開放管理指導員詰め所と外トイレが竣工。
- 2004年（平成16年）4月 - 情緒障がい児学級開設。
- 2007年（平成19年）4月 - 知的障がい児学級開設。
- 2008年（平成20年）4月 - 創立25周年行事開催。
- 2011年（平成23年）4月 - 運動場除染作業実施。
- 2012年（平成24年）8月 - 運動場放射能低減工事に伴う整地が完了。
- 2018年（平成30年）10月 - 創立35周年記念行事開催（影絵・航空写真撮影）。
- 2019年（令和元年）9月 - エアコン設置工事が完了し、使用開始（普通教室15・特別教室6）。
- 2022年（令和4年）3月 - トイレ改修工事（洋式化・多目的トイレ設置等）完了し、使用開始。

## 通学区域
- 佐倉市[3]
  - 臼井 一部
  - 臼井田 一部　
  - 臼井台 一部
  - 王子台 5丁目 - 6丁目
  - 南臼井台
  - 稲荷台 1丁目 - 4丁目

## 進学先中学校
- 佐倉市立臼井南中学校 (王子台6丁目)
- 佐倉市立臼井西中学校 (その他地区)
- 佐倉市立臼井中学校 (その他地区)

## 交通
- 京成バス千葉イースト臼井志津線で、「王子台五丁目」バス停下車後、徒歩約245m・約4分。
- 京成電鉄本線京成臼井駅から、
  - 徒歩で15分[4]。
  - 上述の京成バス千葉イースト臼井志津線に乗車し、「王子台五丁目」バス停下車後、徒歩。